# Naregal
Naregal é uma panchayat (vila) no distrito de Gadag, no estado indiano de Karnataka.

## Geografia
Naregal está localizada a 15° 35′ N, 75° 49′ L. Tem uma altitude média de 628 metros (2060 pés).

## Demografia
Segundo o censo de 2001, Naregal tinha uma população de 16 652 habitantes. Os indivíduos do sexo masculino constituem 51% da população e os do sexo feminino 49%. Naregal tem uma taxa de literacia de 61%, superior à média nacional de 59,5%: a literacia no sexo masculino é de 73% e no sexo feminino é de 49%. Em Naregal, 13% da população está abaixo dos 6 anos de idade.